# Música concreta
La música concreta es un género musical cuyos fundamentos teóricos y estéticos fueron originados por Pierre  Schaeffer en los estudios de la radiodifusión francesa en 1948. La música concreta está ligada a la aparición de dispositivos que permitieron la descontextualización de un sonido fijándolo en un soporte (en un principio analógico, como la cinta, posteriormente digital, como el CD) con el fin de tratar este sonido de manera separada y manipularlo cortándolo, pegándolo, superponiéndolo y finalmente combinando los sonidos resultantes de estas operaciones de alteración en una estructura compleja y definitiva como una partitura auditiva. En virtud de este proceso se habla también de "música de sonidos fijados”, ya que el resultado de la  música concreta es su fijación en un soporte como la cinta de casete, el CD o un archivo informático. Esta revolución de sonidos hizo cambiar significativamente toda la estructura convencional de la música, ya que la forma musical dada al sonido de una puerta abriéndose pasó a tener la misma importancia que la de una melodía tocada al violín.

## Historia

### Pierre Schaeffer
El compositor y teórico francés Pierre Schaeffer está reconocido como el originador de la llamada música concreta gracias a cinco trabajos para fonógrafo (conocidos colectivamente como Cinco Estudios sobre Ruidos incluyendo Estudio en Morado y Estudio sobre los Railes). Los trabajos fueron presentados en un concierto ofrecido el 5 de octubre de 1948 en París (Chion, 1983). El desarrollo de la música concreta fue facilitado por el surgimiento de nueva tecnología musical en la Europa posterior a las grandes guerras. El acceso a micrófonos, fonógrafos y posteriormente a grabadores de cinta magnética (creada en 1939 y adquirida por el Grupo de Investigación sobre Música Concreta de Schaeffer en 1952), facilitado por una asociación con la entidad encargada de la radiodifusión nacional en Francia, la Radiodiffusion-Télévision Française, permitió a Schaeffer y a sus colegas la oportunidad de experimentar con tecnología de grabación y de manipular con cintas.
Schaeffer desarrolló una práctica estética que estaba centrada en torno al uso del sonido como recurso primario para la composición y enfatizaba la importancia del juego en la creación de música. El uso de Schaeffer del juego (en francés: jeu, del verbo francés jouer), porta un doble sentido en su idioma original: "disfrutar uno mismo interactuando con su entorno", así como el acto de "tocar un instrumento musical". Esta noción es básica para la estética de la música concreta (Dack, 2002).

### Grupo de Investigación de Música Concreta
En 1951, Schaeffer, junto al ingeniero Jacques Poullin y el compositor-percusionista Pierre Henry, crearon el Grupo de Investigación de Música Concreta (en francés: Groupe de Recherche de Musique Concrète) en RTF en París, el antecesor de la ORTF (Lange 2009, 173).
En el RTF el GRMC el primer estudio de música electroacústica. Pronto atrajo un gran interés, y entre los que se acercaron se encontraban diferentes compositores significativos como Olivier Messiaen, Pierre Boulez, Jean Barraqué, Karlheinz Stockhausen, Edgard Varese, Iannis Xenakis, Michel Philippot y Arthur Honegger. La producción compositiva entre 1951 y 1953 comprendió Étude I (1951) y Étude II (1951) por Boulez, Timbres-durées (1952) por Messiaen, Étude (1952) por Stockhausen, Le microphone bien tempéré (1952) y La voile d’Orphée (1953) por Henry, Étude I (1953) por Philippot, Étude (1953) por Barraqué, las piezas mezcladas Toute la lyre (1951) y Orphée 53 (1953) por Schaeffer/Henry, y la música para la película Masquerage (1952) por Schaeffer y Astrologie (1953) por Henry. En 1954 Varèse y Honegger visitaron el estudio para trabajar en las partes en cinta de Déserts y La rivière endormie (Palombini, 1999).
Entre 1952 y 1956 el compromiso de Schaeffer con RTF le llevó a nombrar a Philippe Arthuys responsable del GRMC, con Pierre Henry operando como Director de Obras.

### Grupo de Investigaciones Musicales
Siguiendo la aparición de diferencias en la senda de GRMC, Pierre Henry, Philippe Arthuys y otros colegas se separaron del grupo en abril de 1958. Schaeffer creó un nuevo colectivo llamado Grupo de Investigaciones Musicales (en francés: Groupe de Recherches Musicales) (GRM) y reclutó nuevos miembros como Luc Ferrari, François-Bernard Mâche, Iannis Xenakis, Bernard Parmegiani y Mireille Chamass-Kyrou. Posteriormente llegaron Ivo Malec, Philippe Carson, Romuald Vandelle, Edgardo Canton y Francois Bayle (Gayou 2007, 207).

### Tratado de objetos musicales
El grupo continuó refinando las ideas de Schaeffer y fortaleciendo el concepto de música acusmática (Peignot 1960, 111–23). Schaeffer había tomado prestado el término acusmático de Pitágoras y lo definía como: "acusmático, adjetivo: que se refiere a un sonido que uno oye sin observar las causas tras el mismo" (Schaeffer 1966, 91). En 1966 Schaeffer publicó el libro Tratado de objetos musicales (en francés: Traité des objets musicaux) que representó la culminación de cerca de 20 años de investigación en el campo de la música concreta. Junto a esta publicación un conjunto de grabaciones de sonido fueron producidas, tituladas Le solfège de l'objet sonore (El solfeo del objeto sonoro), para ofrecer ejemplos de los conceptos sobre los que versaba el tratado.

## Tecnología

### Herramientas iniciales de música concreta
En 1948 un estudio de radio típico estaba formado por una serie de reproductores de discos de goma laca, un grabador también de goma laca, una mesa de mezclas, con potenciómetros rotatorios, reverberación mecánica, filtros de audio y micrófonos. Esta tecnología permitía llevar a cabo un número limitado de operaciones (Teruggi 2007):

## El término acusmática
El término "acusmática" fue propuesto por primera vez en los años 1950 por Jerome Peignot, escritor francés que frecuentaba el "grupo de música concreta". Posteriormente fue adaptado y combinado por François Bayle en 1972 dando lugar a la música acusmática. "Akousma" en griego significa "percepción auditiva". Pitágoras enseñaba de manera acusmática, oralmente, poniendo a sus discípulos detrás de una tela para que no vieran ni se distrajeran con los gestos del profesor. Pitágoras rechazaba así toda información visual. Esto implicaba una atención perfecta de sus alumnos quienes tenían como única fuente de aprendizaje las palabras de su maestro. 
Hablar de música acusmática es suponer que el auditor no ve la fuente del sonido que está escuchando, de la misma manera que los alumnos no veían hablar a Pitágoras pero le escuchaban. El compositor combina y modifica una serie de objetos sonoros fijados previamente en una cinta, cortándolos, pegándolos y efectuando tratamientos en los sonidos con el fin que no sea reconocible. Por ejemplo, un sonido de campana que haya sido cortado en sus primeras décimas de segundo no se reconocerá como sonido de campana sino como un sonido desconocido: un sonido "extraordinario".

## El acúsmonium
Un acúsmonium es una orquesta de altavoces que funciona en general por pares estéreo. Cada par está multiplicado con el fin de lograr el  desplazamiento del sonido (fijado en la cinta) en el espacio acústico. Mayor es el número de parlantes, mejor se hace la espacialización. Así, se puede organizar un acúsmonium de 60 parlantes. El intérprete toma ventaja del espacio acústico, primero, escogiendo los parlantes sobre los cuales va a difundir la música, y luego determinando en vivo el volumen sonoro saliendo de cada parlante. El intérprete hace "viajar" la música de manera tridimensional y le da un color específico. Actúa como director de orquesta e interpreta la obra fijada en el soporte (la cinta o el soporte digital). El acúsmonium no es el único medio de difusión de la música acusmática (entre otros, podemos hablar del Gmebaphone también fue creado en 1973), pero es el más usado hoy en día. 
El acúsmonium original no permite aislar los objetos sonoros individualmente, lo cual limita mucho el trabajo artístico del espacializador. Por eso han sido creadas nuevas generaciones de acúsmonium para permitir una espacialización más efectiva (espacialismo musical).

## Música mixta
La música mixta es la denominación que recibe una obra que mezcla música acústica (instrumentos tocados en vivo) y música electroacústica (creada con medios analógicos o digitales), y es difundida por medios electroacústicos. La música instrumental puede ser o no procesada en tiempo real (espacialización, grabación, transformada, repetición). El fruto de estos procedimientos es difundido por medio de altavoces.